# Troglodytes
Troglodytes là một chi chim trong họ Troglodytidae.